# Triplan
Pour un article plus général, voir Configuration d'aile.

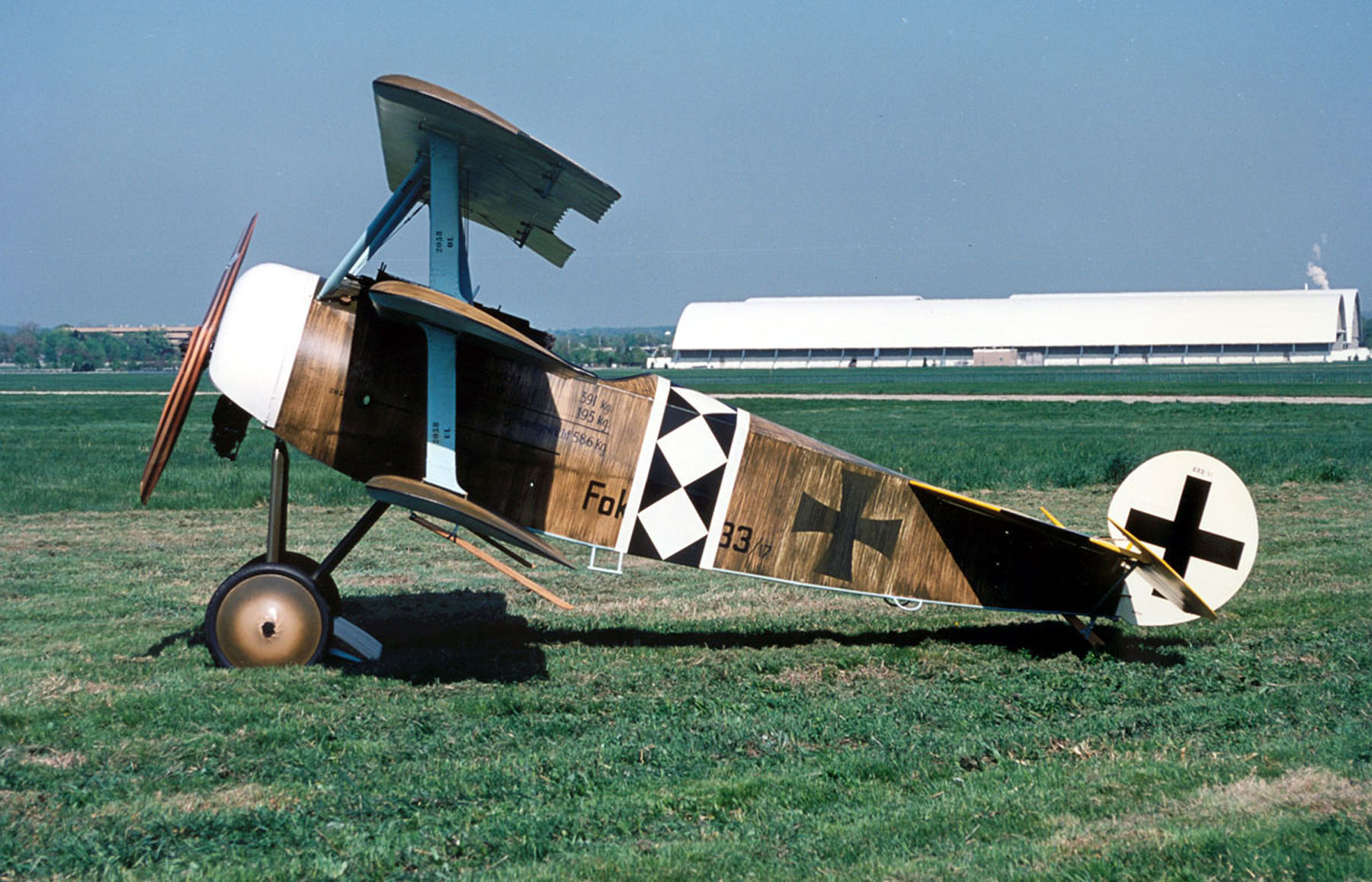
Réplique du Fokker Dr.I, triplan piloté par le Baron rouge.

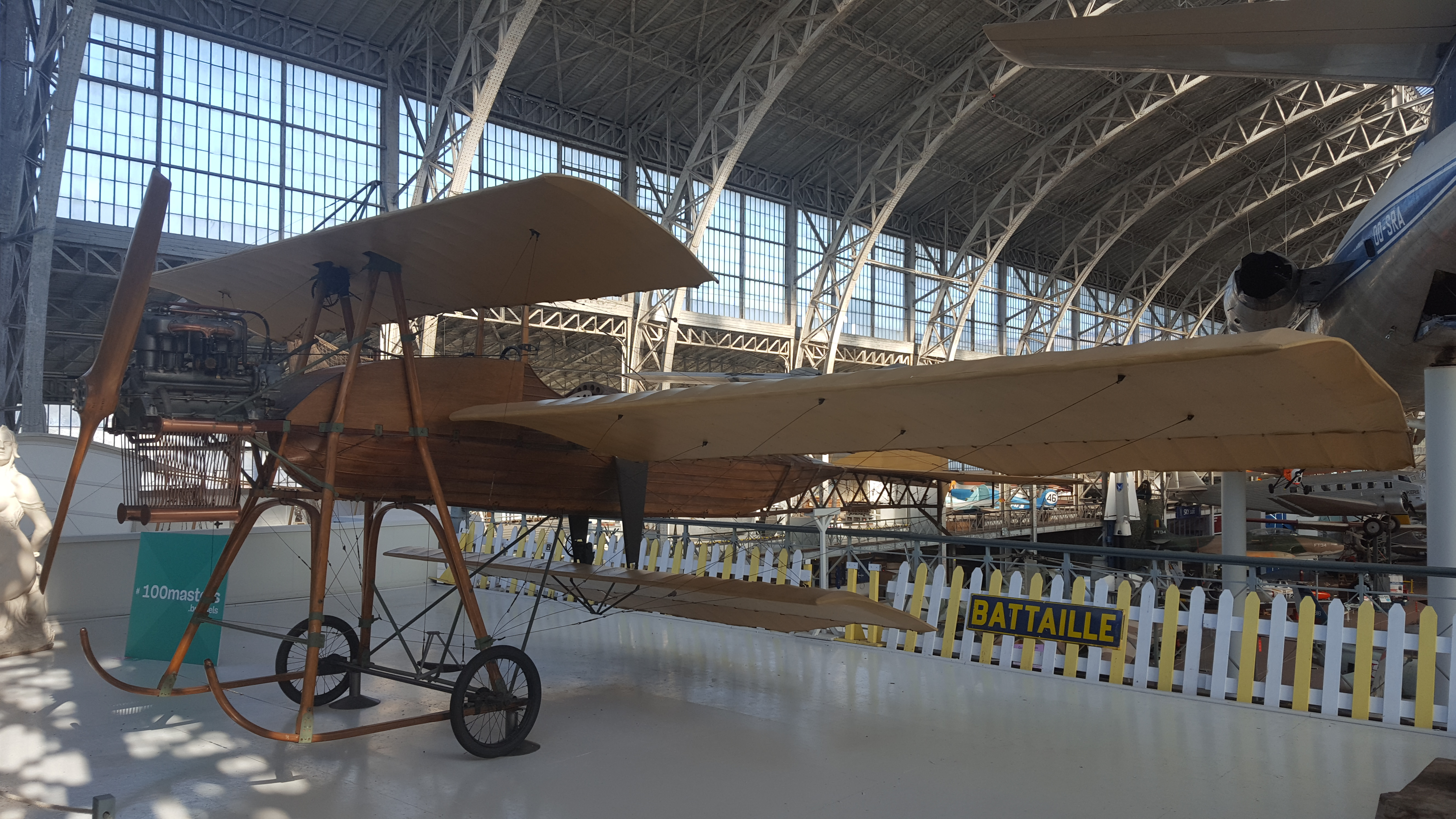
Triplan Battaille exposé au Musée royal de l'armée (Bruxelles).

Un triplan est un avion pourvu de trois ailes placées les unes au-dessus des autres. Cette configuration permet de diminuer l'envergure pour une surface alaire donnée, donc de faciliter la construction et le stockage de l'avion. Elle présente en revanche l'inconvénient d'augmenter la traînée par multiplication par trois des tourbillons marginaux.
En 1911, le triplan Paulhan ne fut pas retenu par l'autorité militaire française malgré ses quatre places. Un ingénieur français nommé Astoux avait créé un nouveau triplan. Testé par Jules Védrines dans le plus grand secret, le 31 août 1916, en la base d'Étampes alors confiée aux aviateurs belges, ce nouveau modèle ne répondit vraiment pas aux normes imposées par l'armée.
Les triplans sont fabriqués en petites quantités, essentiellement aux environs de la Première Guerre mondiale et sont réputés pour leur petite taille et leur grande maniabilité. Triplan le plus célèbre, le Fokker Dr.I servit au Baron rouge Manfred von Richthofen durant la Première Guerre mondiale, aux commandes duquel il a été abattu le 21 avril 1918.